# Valdaeshna
Valdaeshna – wymarły rodzaj ważek z infrarzędu różnoskrzydłych, rodziny Cymatophlebiidae i podrodziny Valdaeshninae. Obejmuje trzy opisane gatunki. Żyły w kredzie wczesnej. Ich skamieniałości znane są z terenu Anglii.

## Morfologia
Skrzydła tych ważek miały krótką żyłkę pseudosubkostalną tylną wykształconą z postnodalnych żyłek poprzecznych i rozciągającą się na odległość jednej lub dwóch komórek od nodusa. Między żyłką subkostalną tylną a żyłką radialną przednią nasadowo od pierwszego sklerytu aksillarnego znajdowała się pojedyncza żyłka poprzeczna antenodalna dodatkowa. Pierwotna żyłka interradialna pierwsza była prosta i wydłużona. Pterostygma zajmowała na długość osiem komórek. Żyłka wspierająca pterostygmy była długa, mocno ukośna i ułożona wzdłuż nasadowej krawędzi pterostygmy. Poniżej żyłki wspierającej pterostygmę rejon między pierwszą i drugą żyłką radialną tylną ulegał wyraźnemu zwężeniu i miał dwa szeregi komórek oddzielone żyłką interradialną przednią. Tak jak u innych Cymatophlebiidae żyłka interradialna druga była wyraźnie pofalowana. Trójkąt dyskoidalny był wąski i silnie wydłużony, podzielony na co najmniej cztery komórki. Tylna gałąź wtórna żyłki medialnej przedniej była wypukła i dobrze wyodrębniona. Hypertriangulum również podzielone było na co najmniej cztery komórki. Pole postdyskoidalne za środkowym rozgałęzieniem zawierało trzy szeregi komórek. Żyłka pseudoanalna była krótka i prosta.

## Taksonomia
Rodzaj ten wprowadzony został w 1988 roku przez Edmunda A. Jarzembowskiego jako takson monotypowy z V. surreyensis jako jedynym gatunkiem. Początkowo klasyfikowany był w obrębie żagnicowatych. W 1996 roku Günter Bechly przeniósł rodzaje Valdaeshna i Hoyaeshna do rodziny Cymatophlebiidae wyodrębniając dla nich podrodzinę Valdaeshninae, przy czym diagnozę tej podrodziny opublikował wraz z współpracownikami dopiero w 2001 roku. W tej samej pracy z 2001 roku ukazał się również opis drugiego gatunku omawianego rodzaju, V. andressi. W 2018 roku Zheng Daran i współpracownicy opisali kolejny gatunek, V. mikei, oraz podali nową diagnozę rodzaju.
Łącznie do rodzaju tego zalicza się trzy opisane gatunki:
- Valdaeshna andressi Bechly et al., 2001 – opisany na podstawie  datowanej na dolną kredę skamieniałości ze stanowiska Clock House Birckworks w angielskim hrabstwie Surrey[6]
- Valdaeshna mikei Zheng et al., 2018 – opisany na podstawie skamieniałości z Smokejacks Brickworks w angielskim hrabstwie Surrey datowanej na dolny barrem; nazwany na cześć Mike’a Webstera, donatora okazu[2]
- Valdaeshna surreyensis Jarzembowski, 1988 – opisany na podstawie skamieniałości ze stanowiska Auclaye Birckworks w angielskim hrabstwie Surrey datowanej na dolny barrem; nazwany od lokalizacji typowej[3][2]